# Enciclopedia dei ragazzi
L'Enciclopedia dei ragazzi è stata una enciclopedia edita dal 1911 da Cogliati e quindi dalla Arnoldo Mondadori Editore a partire dal 1922, inizialmente pubblicata a dispense e dal 1926 in volumi.
Basata inizialmente su una traduzione dell'inglese Children's Encyclopædia, dal 1935 l'opera fu interamente rinnovata da Mondadori nella veste tipografica e nei contenuti, avendo oltre 40 tra edizioni e ristampe.

## Storia editoriale

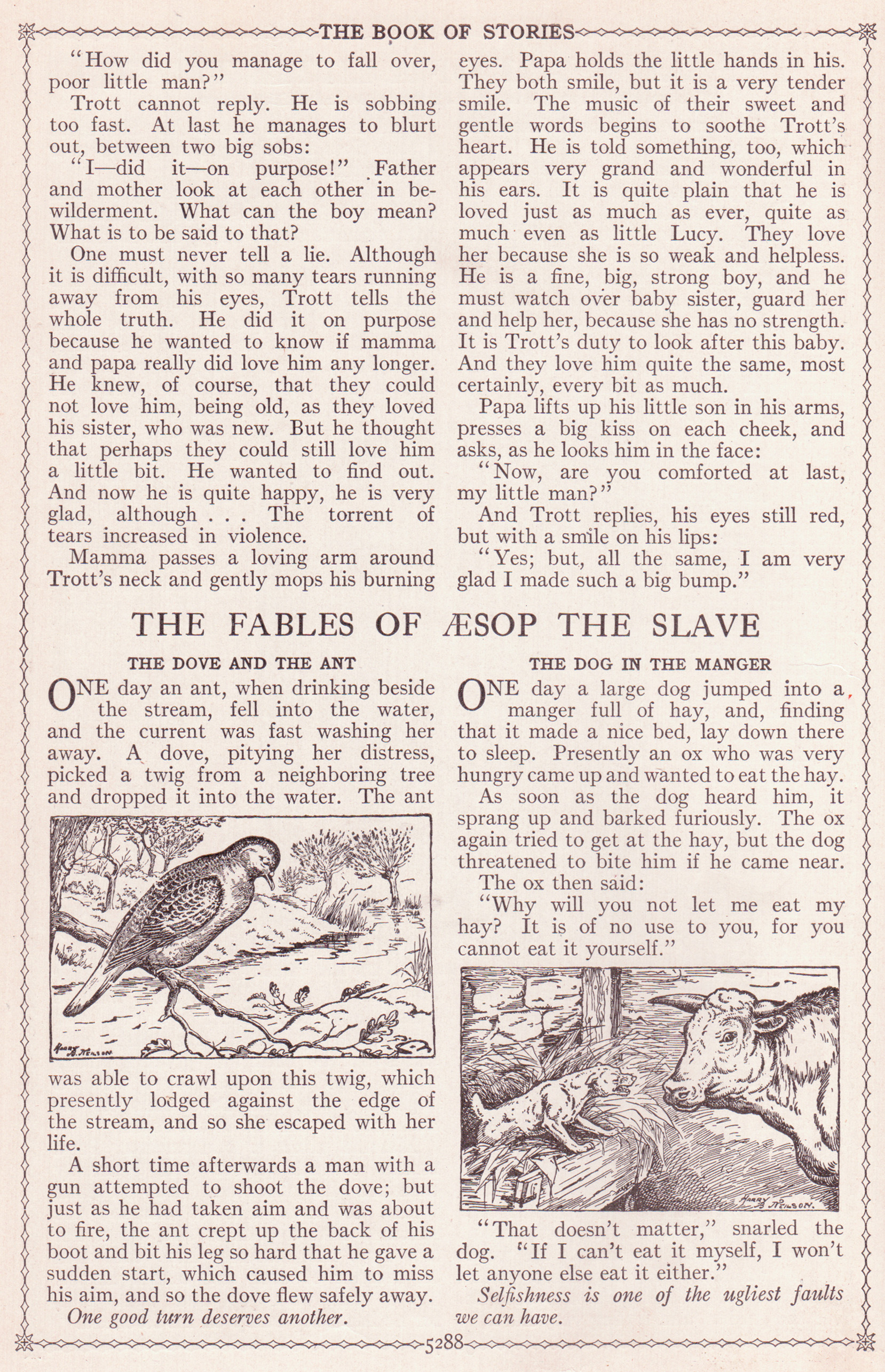
Una pagina della Children's Encyclopædia del 1919, su cui era inizialmente basata L'enciclopedia dei ragazzi.

Nel 1921 Arnoldo Mondadori rilevò da Cogliati, un piccolo editore milanese, i diritti dell'inglese Children's Encyclopædia di Arthur Mee (pubblicata dal 1908 al 1964). L'opera in italiano era uscita in parte, a dispense, tra il 1911 e il 1913, ma nonostante una buona accoglienza i ricavi erano bastati appena a coprire i costi di produzione.
Lo stesso Mondadori mantenne la prudente linea di pubblicazione a dispense fino al 1926. Solo dopo quell'anno uscirono i sei volumi interi che, nel 1930, divennero dodici con una tiratura media di cinquemila copie.
Non contento di pubblicare quella che di fatto era una ristampa, Mondadori decise l'edizione di una traduzione interamente rinnovata nella veste tipografica e nei contenuti; la nuova opera, edita nel 1935, ha avuto oltre 40 tra edizioni e ristampe sino all'ultima edizione del 1979.
Dal dopoguerra in poi l'Enciclopedia, divenuta oramai un classico per ragazzi, fu ristampata costantemente. Tra una edizione e l'altra, venivano stampati dei volumi Annuario con aggiornamenti.
L'edizione del 1959, interamente rinnovata, era in 20 volumi. Dalla fine degli anni settanta, nuovamente rinnovata, assume il nome di Nuova enciclopedia dei ragazzi, inizialmente in 12 volumi che diventano presto 14.

## Formato editoriale e contenuti
(Enciclopedia dei ragazzi, introduzione.)
Di grande formato e pubblicata in due edizioni, una con copertina in tela e una di lusso con dorso in pergamena e intarsi in marocchino (incluso il mobiletto in legno per contenerli), l'Enciclopedia era simile nell'aspetto a un'opera per adulti. Se ne distingueva - oltre che per la quantità di illustrazioni, per il testo impaginato su due colonne e per le numerose tavole a colori che lo inframmezzavano - per il progetto. Espressi in "nozioni", infatti, gli argomenti erano radunati in ventiquattro grandi gruppi, chiamati "Libri", ciascuno dei quali ricorreva più volte all'interno dei singoli volumi.
A storia, geografia, musica, letteratura e scienze, si affiancavano così altri temi e curiosità. C'erano il Libro delle conquiste umane, dedicato alle scoperte, il Libro dei libri famosi, che riportava riassunti o brani di classici ridotti per ragazzi, il Libro dei passatempi, che insegnava a costruire giochi impiegando carta, cartoncino e altri materiali, il Libro delle lezioni, sulle materie scolastiche e le lingue straniere. E, più amato tra tutti, il Libro dei perché, che forniva risposte alle domande più curiose. La ricchezza del sapere veniva così resa con un continuo accostamento di argomenti diversi con l'obiettivo di fornire una "visione sistematica delle nozioni universali".

## Edizioni
(elenco parziale)
- Enciclopedia dei ragazzi, Mondadori, 1921.
- Enciclopedia dei ragazzi, Milano, 1922.
- Enciclopedia dei ragazzi, Milano, 1930. In 12 volumi.[1]
- Enciclopedia dei ragazzi, 1938. In dieci volumi.
- Enciclopedia dei ragazzi, Milano, 1943.
- Enciclopedia dei ragazzi, agosto 1949. In 10 volumi, curata da Guido Martinelli, stampata da Officine Grafiche Veronesi di Mondadori.
- Enciclopedia dei ragazzi, 1953. Edizione integrale rinnovata di 7000 pagine, in 10 volumi.
- Enciclopedia dei ragazzi, 1955.
- Enciclopedia dei ragazzi, 1956. Questa edizione è venduta in 10 volumi indivisibili al prezzo di 53.000 lire.[6]
- Enciclopedia dei ragazzi, gennaio 1958.
- Enciclopedia dei ragazzi, Milano, 1959. Edizione in venti volumi interamente rinnovata.
- Enciclopedia dei ragazzi, 36ª edizione, 1966. In 12 volumi con oltre 9000 pagine illustrate, più un atlante illustrato con effetto tridimensionale. Dimensione 20x25x4.5, con sovraccopertina plasticata.
- Enciclopedia dei ragazzi, 37ª edizione, 1968.
- Nuova enciclopedia dei ragazzi, ottobre 1979. In 12 volumi.
- Nuova enciclopedia dei ragazzi, 1980. In 12 volumi, due dei quali sono dizionari enciclopedici dalla A alla Z.
- Nuova enciclopedia dei ragazzi, 1987. In 14 volumi.
- Nuova enciclopedia dei ragazzi, 1989.
- Nuova enciclopedia dei ragazzi Mondadori, 1990, ISBN 978-8804335511. In 14 volumi.
- Nuova enciclopedia dei ragazzi, 1991.
- Giuseppe Agostini e Fabrizio Tolu (a cura di), Nuova enciclopedia dei ragazzi Mondadori, 38ª edizione, 1994, ISBN 9788804297116. In 14 volumi.